# Lannea velutina
Lannea velutina är en sumakväxtart som beskrevs av Achille Richard. Lannea velutina ingår i släktet Lannea och familjen sumakväxter. Inga underarter finns listade i Catalogue of Life.